# Crossocheilus pseudobagroides
Crossocheilus pseudobagroides är en fiskart som beskrevs av Duncker, 1904. Crossocheilus pseudobagroides ingår i släktet Crossocheilus och familjen karpfiskar. Inga underarter finns listade i Catalogue of Life.